# 岡山市立可知小学校
岡山市立可知小学校（おかやましりつ かちしょうがっこう、英: OkayamaKachi elementary school）は、岡山県の岡山市東区にある市立小学校である。

## 沿革
- 1873年（明治6年） - 第二十三番学区中川小学として開校。
- 1875年（明治8年） - 第三十一番中学区可知小学校に再編。
- 大正時代前期に可知尋常高等学校に改編。
- 1947年 (昭和22年) - 制改正にともない、(可知村立）可知小学校と改称。
- 1953年（昭和28年）2月1日 - 町村合併により西大寺市発足に伴い、西大寺市立可知小学校と改称。
- 1969年（昭和44年）2月18日 - 西大寺市が岡山市へ編入合併により、岡山市立可知小学校と改称。

＊1973年(昭和48年)ー体育館落成。
- 1978年（昭和53年） - 岡山市立芥子山小学校と分離。

## 通学区域
- 岡山市東区益野町、可知一丁目～二丁目、可知三丁目（1～3番、8～12番）、可知四丁目、中川町[1]

## 進学先中学校
- 岡山市立旭東中学校

## 交通アクセス
- 西日本旅客鉄道（JR西日本）赤穂線 大多羅駅より徒歩13分。

## 校歌
昭和48年製作
- 作詞:国塩志保里
- 補作:小林貞男
- 作曲:西崎嘉太郎

## 通学区域が隣接している学校
- 岡山市立芥子山小学校
- 岡山市立政田小学校
- 岡山市立富山小学校
- 岡山市立幡多小学校
- 岡山市立財田小学校